# 와카야마 전철
와카야마 전철(和歌山電鐵 와카야마덴테쓰[*])은 일본의 철도 회사이다. 와카야마현 와카야마시에 본사가 있으며, 기시가와선을 운영한다. 오카야마 전기궤도의 자회사로, 료비 그룹에 속한다.

## 노선
- 기시가와선 (와카야마역 - 기시역, 14.3km)